# Krysten Coombs
Krysten Coombs (* 15. November 1990 in Brighton, East Sussex, Vereinigtes Königreich) ist ein englischer Badmintonspieler. Er startet im Parabadminton in der Startklasse SH6 im Einzel und Doppel. Coombs gewann bei Sommer-Paralympics 2020 in Tokio die Bronzemedaille. 

## Sportliche Laufbahn
Krysten Coombs kam durch die Dwarf Sports Association UK zum Sport und hat zunächst Paratischtennis und Parabadminton betrieben. Später gab er dem Badminton den Vorzug, auf nationaler Ebene ist er aber weiter im Tischtennis aktiv. Coombs erreichte bei seiner ersten internationalen Meisterschaft, der Badminton-Europameisterschaft für Behinderte 2012 in Dortmund, mit seiner Partnerin Jennifer Greasley das Viertelfinale im Mixed-Wettbewerb. 2014 bei der EM in Murcia errang Coombs eine Bronzemedaille im Einzel und im Doppel mit Jack Shephard ebenfalls Bronze. Bei der Badminton-Weltmeisterschaft für Behinderte 2015 in Stoke Mandeville gewann Coombs im Einzel erneut Bronze, und im Doppel mit Shephard die Goldmedaille. Bei den EM 2016 in Beek gewann Coombs im Einzel und mit Shephard im Doppel den Titel. Bei der WM 2017 im südkoreanischen Ulsan gewann Coombs im Einzelfinale gegen und im Doppelfinale mit Shephard Silber. 2018 bei der EM in Rodez erreichte Coombs im Einzel wieder den zweiten Rang, gewann aber mit Shepard Gold im Doppel. Die Badminton-Weltmeisterschaft für Behinderte 2019 in Basel endete für Coombs bereits im Achtelfinale des Einzels und in der Gruppenphase des Doppels.
Coombs und sein Doppelpartner Jack Shephard nahmen an den Sommer-Paralympics 2020 in Tokio teil, bei denen erstmals Wettbewerbe im Parabadminton stattfanden. Die beiden Briten traten in der Gruppenphase gegeneinander an, in der Coombs sich durchsetzen konnte. Gegen den späteren Sieger aus Indien Krishna Nagar unterlag er im Halbfinale. Im Spiel um die Bronzemedaille siegte Coombs in drei Sätzen gegen den Brasilianer Vitor Goncalves Tavares.
Krysten Coombs ist 2014 in einer Nebenrolle in der vierten Staffel der US-amerikanischen Fernsehserie Game of Thrones aufgetreten. Er spielte einen Hofnarren, der Lord Balon Graufreund parodierte (Folge Der Löwe und die Rose). Im selben Jahr spielte er in dem britischen Spielfilm Rettet Weihnachten! einen Elfen.